# Chisocheton macranthus
Chisocheton macranthus là một loài thực vật có hoa trong họ Meliaceae. Loài này được (Merr.) Airy Shaw mô tả khoa học đầu tiên năm 1937.